# Fabio Maj
Fabio Maj (n. 16 iunie 1970, Schilpario, Lombardia, Italia) este un schior de fond ce a reprezentat Italia, medaliat olimpic. A participat la 2 ediții ale Jocurilor Olimpice (1998, 2002) în care a câștigat o medalie de argint.